# Borowki (obwód biełgorodzki)
Borowki (ros. Боровки) – wieś w Rosji, w obwodzie biełgorodzkim, w rejonie nowooskolskim. W 2010 liczyła 142 mieszkańców.